# George Syrimis
George Syrimis (c. 1922 - 5 de janeiro de 2010) foi um contabilista e político cipriota que serviu como ministro das Finanças do Chipre, de 1988 até 1993.